# Modernizm (sztuka)

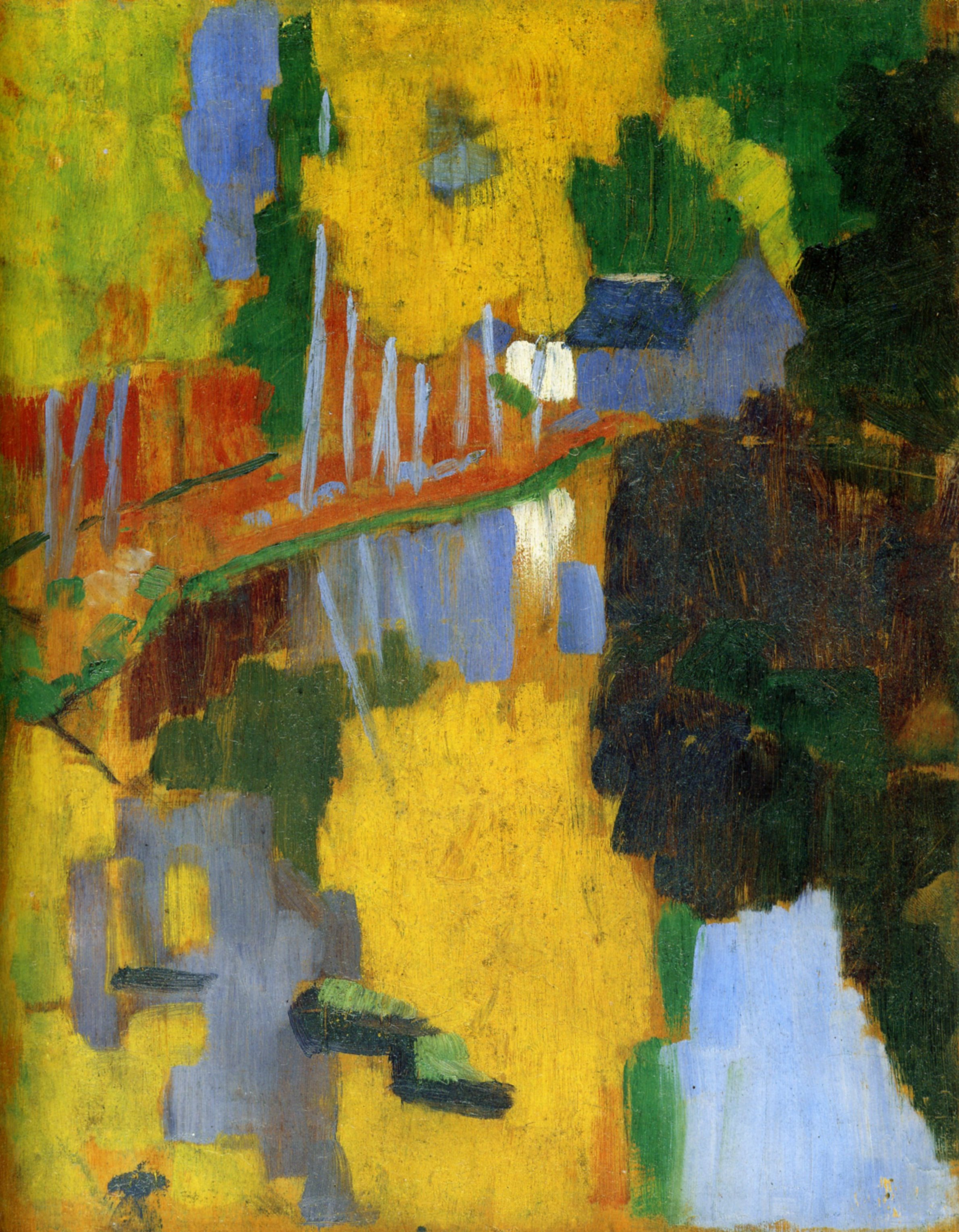
Paul Sérusier, 1888

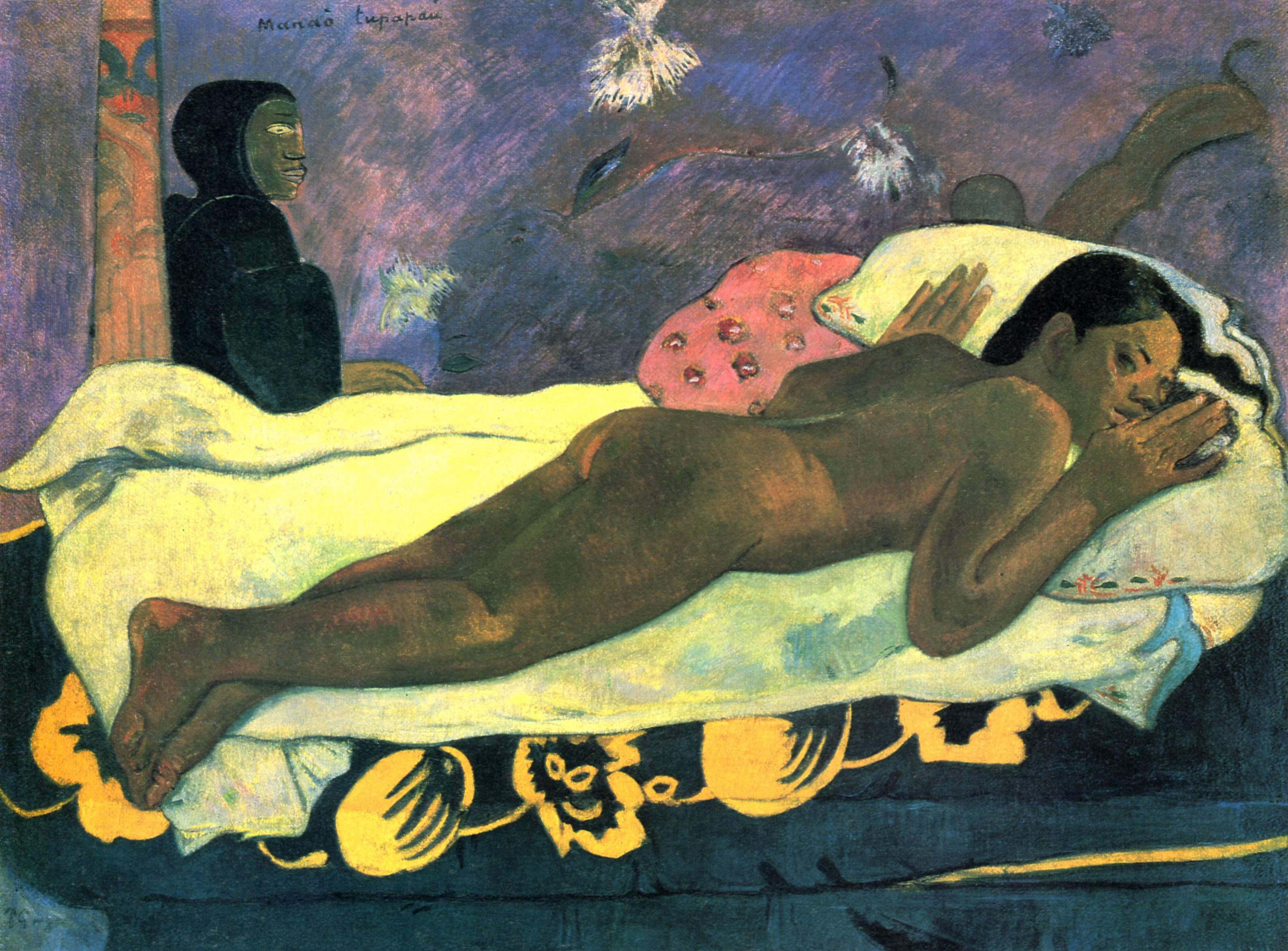
Paul Gauguin, 1892

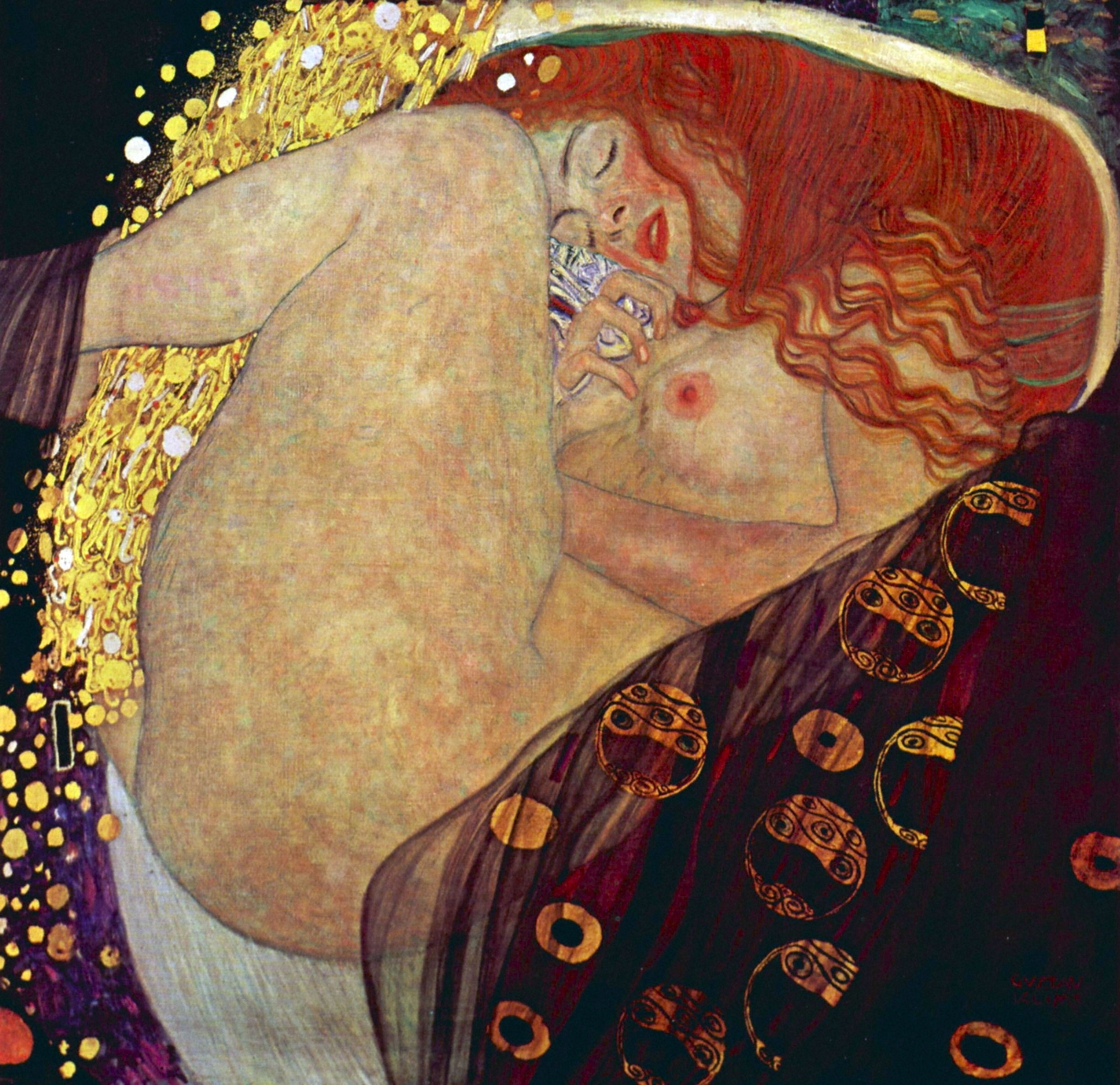
Gustav Klimt, 1907-08

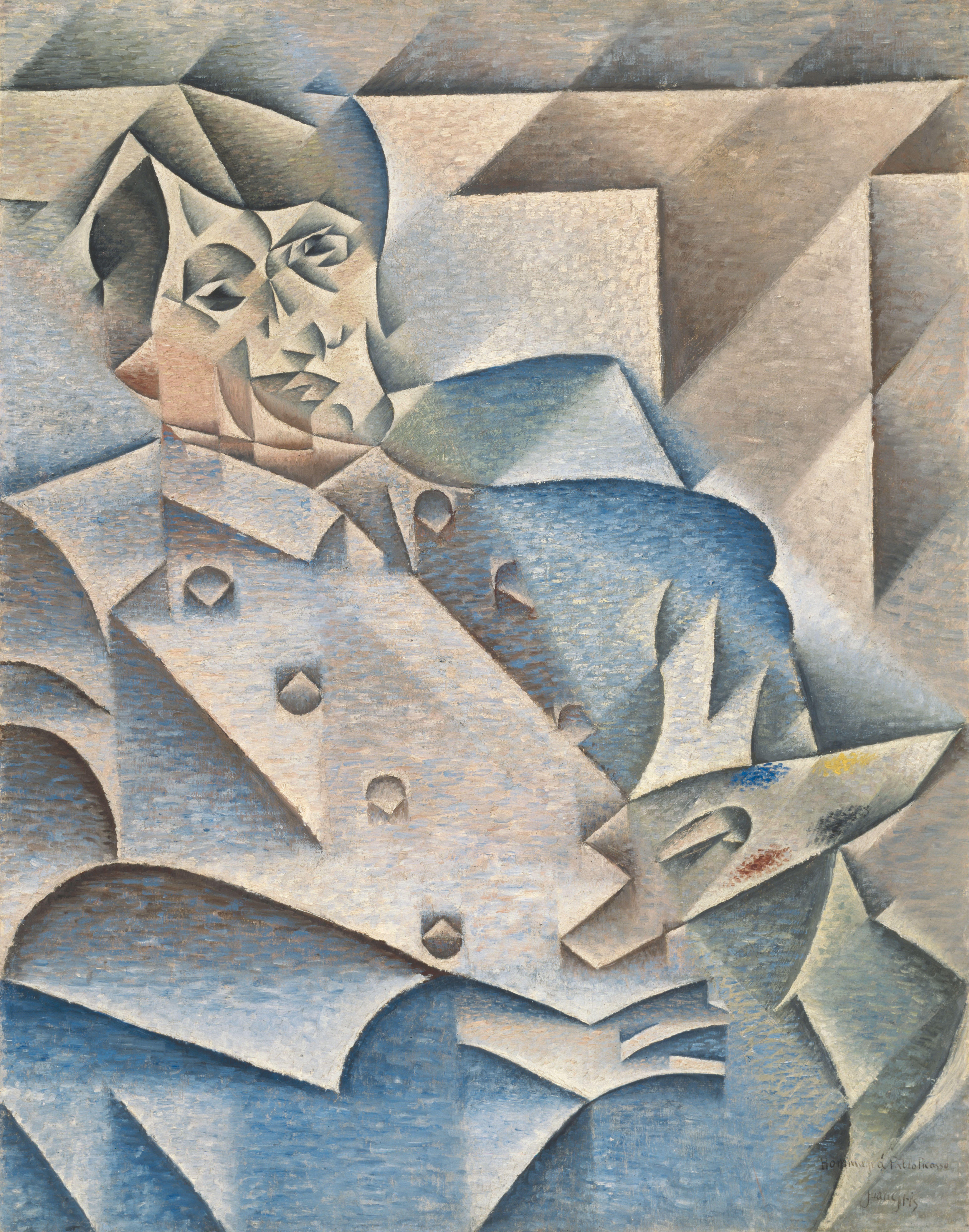
Juan Gris, 1912

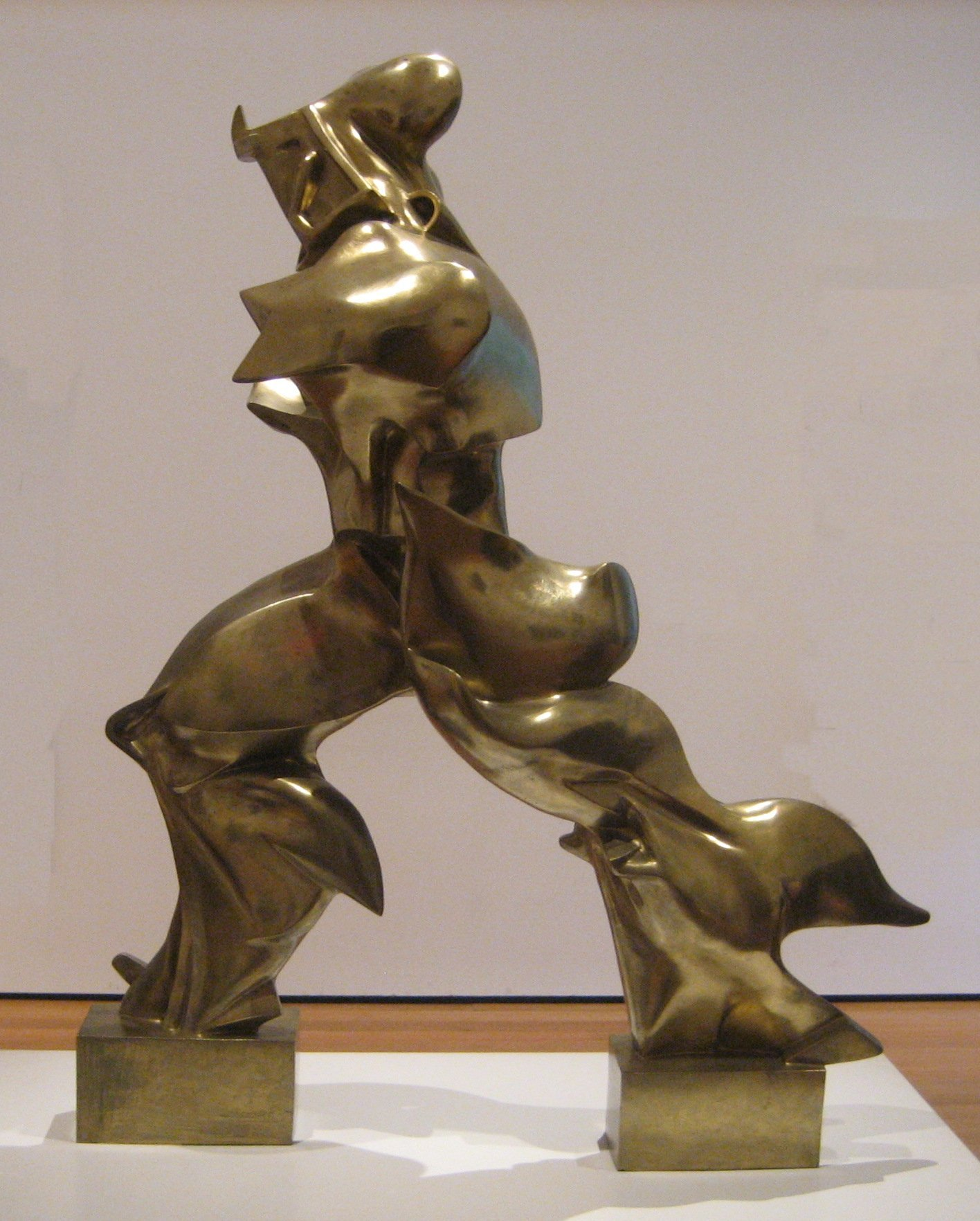
Umberto Boccioni, 1913

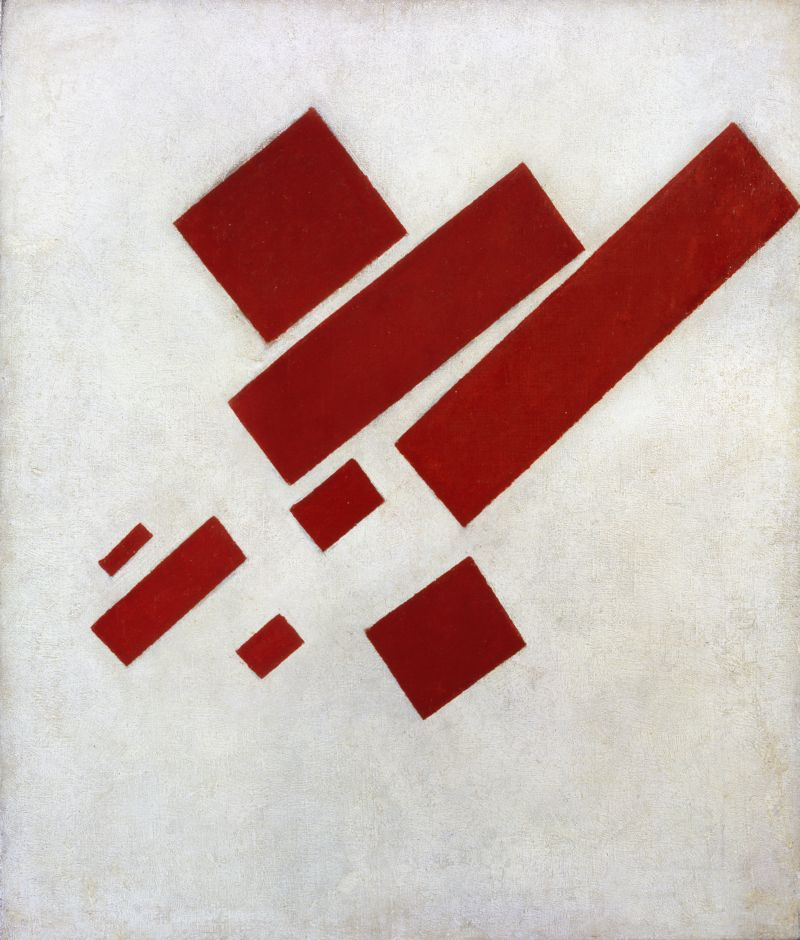
Kazimierz Malewicz, 1915

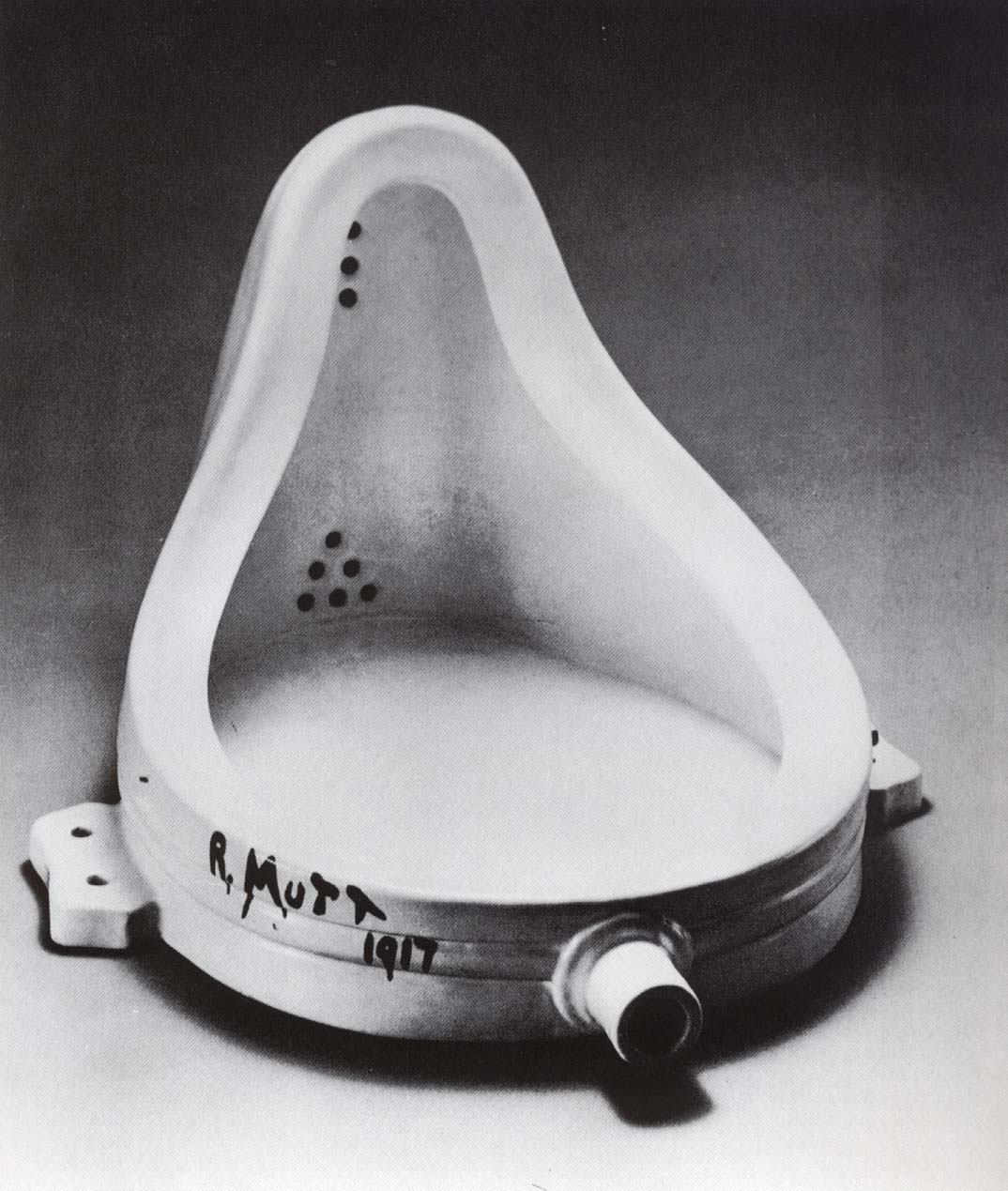
Fontanna – Marcel Duchamp, sygnowana jako R. Mutt, 1917

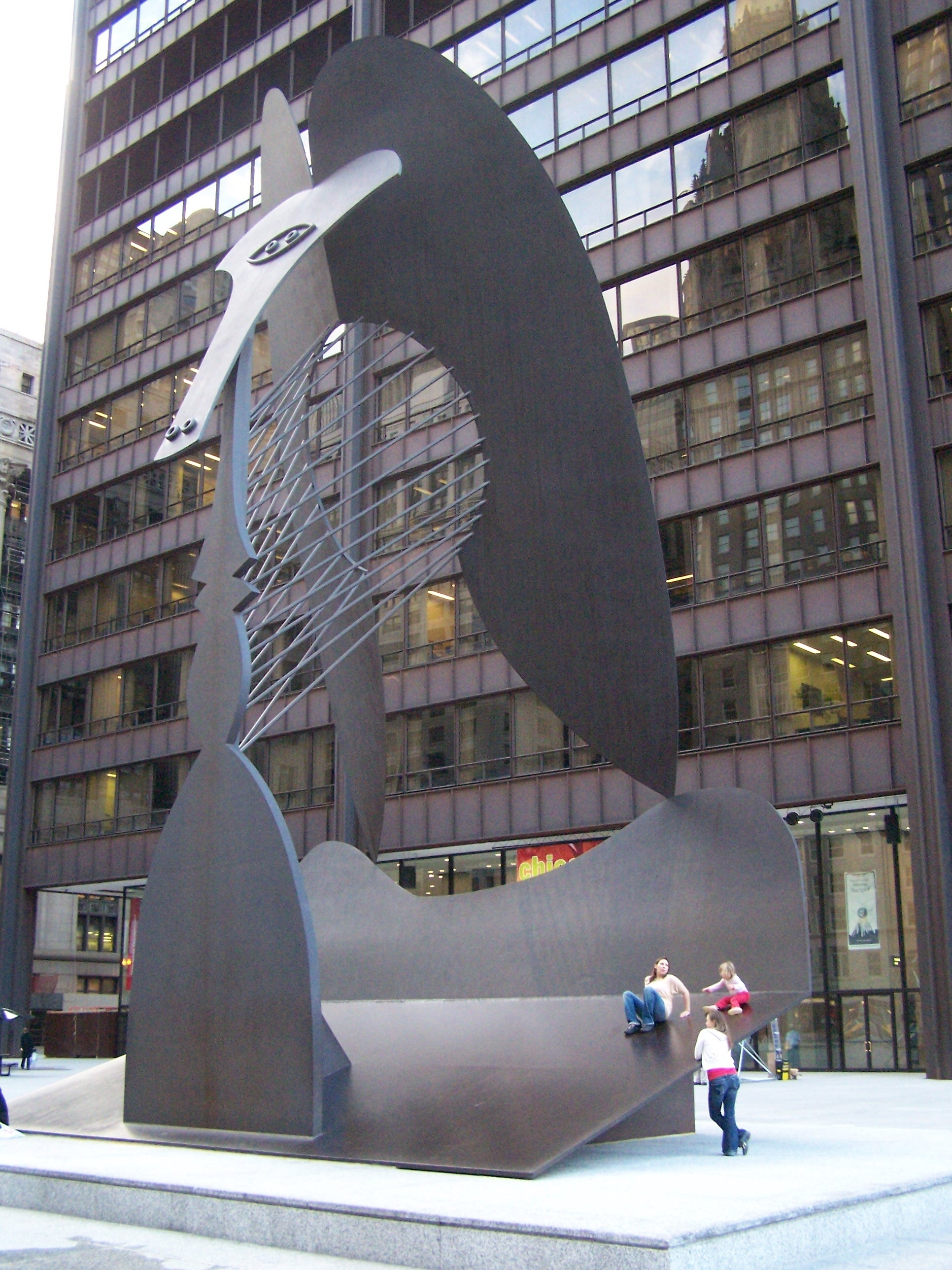
Pablo Picasso, Chicago 1967

Modernizm, sztuka nowoczesna (ang. modern art) – umowny okres w dziejach sztuki, którego ramy czasowe wyznacza się od lat 60. XIX wieku (w związku z impresjonizmem) do lat 70. XX wieku (konceptualizm). Sztuka nowoczesna silnie związana jest z pojęciem modernizmu w filozofii i zjawiskiem awangardy. Terminu modern art, w miarę skrystalizowanej formie, użył jako pierwszy Joris-Karl Huysmans w 1883.
Zakres pojęcia sztuki nowoczesnej wiąże się z nowymi koncepcjami sztuki i dzieła, zwracającymi się ku pogłębianiu refleksji nad językiem sztuki, artystycznemu eksperymentowi, stosowaniu nowych technik i materiałów, wiarą w głębokie związki kultury i techniki, a przede wszystkim z ideą postępu (liniowy rozwój sztuki i historii).
Sztuka modernistyczna opiera się na postawach o oświeceniowym rodowodzie, a więc na racjonalizmie, liberalizmie i wspomnianej już idei postępu.
Termin „modernizm” w węższym, obecnie rzadko stosowanym znaczeniu, oznacza też sztukę przełomu XIX i XX wieku; zobacz secesja (sztuka).

## Kierunki

### Druga połowa XIX w.
- impresjonizm
- neoimpresjonizm
- postimpresjonizm
- symbolizm
- nabizm

### Przed II wojną światową
- secesja
- fowizm
- ekspresjonizm
- kubizm
- futuryzm
- konstruktywizm
- suprematyzm
- rajonizm
- dadaizm
- surrealizm
- neoplastycyzm

### Po II wojnie światowej
- abstrakcyjny ekspresjonizm
- informel
- taszyzm
- hard-edge painting
- geometria strachu
- Arte Povera
- color field painting
- rzeźba kinetyczna
- minimalizm
- abstrakcja liryczna
- op-art
- pop-art
- sztuka konceptualna
- spacjalizm

## Historia

### Kształtowanie się podstaw
Pierwszym kierunkiem w sztuce uznawanym za „nowoczesny” jest impresjonizm, m.in. z uwagi na jego inspiracje fotografią – flirt z nowoczesną techniką stanie się charakterystycznym składnikiem sztuki nowoczesnej. Impresjonizm także obdarzył kolor dużą dozą autonomii, kolor przestał pełnić rolę służebną wobec przedstawienia, obraz został uwolniony od literackich, czy alegorycznych treści, co więcej to temat obrazu staje się pretekstem do czysto malarskich (kolorystycznych) dociekań. Od impresjonizmu wartość dzieła mierzy się nie tym, co przedstawia, lecz jak przedstawia, najważniejsza staje się jakość środków formalnych.
Dużo bardziej naukowym podejściem charakteryzował się neoimpresjonizm, oparty na najbardziej ówcześnie aktualnych zdobyczach fizyki, a ściślej optyki. Sami artyści spod tego znaku określali swoją twórczość terminem chromo-luminaryzm, malarstwo światła i koloru, co znacznie lepiej charakteryzuje ich dążenia.
Po neoimpresjonistach pałeczkę przejęli postimpresjoniści, o których, pomimo dużych różnic między nimi, można powiedzieć, że podzielali dążenie do zwiększania autonomii obrazu, oderwania go od naśladowania natury. Można im też przypisać odziedziczone po impresjonizmie zgłębianie zagadnień kolorystycznych w malarstwie.
O krok dalej, chociaż z diametralnie różnym podejściem, idą symboliści, którzy rozpatrują obraz jako niezależny od rzeczywistości, samodzielny i tłumaczący się sam przez się, nie odzwierciedlający niczego poza subiektywnymi ideami jego twórcy. Symbolizm oderwał malarstwo od naśladowania natury jeszcze dalej, niż zrobił to postimpresjonizm, jeden z symbolistów, Maurice Denis, wypowiada często potem cytowane słowa: trzeba pamiętać, że obraz, zanim stanie się bojowym rumakiem, nagą kobietą, anegdotą, czy czymkolwiek innym, jest najpierw i przede wszystkim płaską powierzchnią, pokrytą w pewnym porządku kolorami. Symboliści sprzeciwiają się naukowym koncepcjom sztuki oraz postępującej mechanizacji i sekularyzacji życia, oraz sztuce bezrefleksyjnie podążającej za takim stanem rzeczy.
Choć już od początku, obok nowej stylistyki zdarzały się postulaty, aby sztuka nowoczesna podejmowała tematykę współczesnego życia, to dopiero Secesja przynosi zaangażowanie artysty w sprawy społeczne, powracające później wiele razy w ruchach awangardowych, aż po Josepha Beuysa.

### Awangarda
Ruchy awangardowe początku XX wieku najsilniej oddziałały na modernistyczną wizję sztuki, stworzyły nową koncepcję dzieła sztuki, opartą na eksperymencie, nowych technikach, badaniu języka sztuki, nowość i oryginalność stają się wartościami naczelnymi, charakterystyczna była też pogarda dla tradycji. Wiele kierunków próbowało stworzyć nową wrażliwość i nową sztukę, na miarę nowoczesnych czasów i nowoczesnego człowieka. Sztuka awangardowa łączy się z utopijnymi wizjami społecznymi, często jest politycznie zaangażowana (zwłaszcza lewicowo).

### Neoawangarda
Gdy widmo wojny zawisło nad Europą, wielu artystów poszukiwało schronienia najpierw w Londynie, a później w Stanach Zjednoczonych, tam też przenosiło się w latach wojny i po niej centrum światowej sztuki. Termin neoawangarda pochodzi z analogii kierunków powojennej awangardy z tymi przedwojennymi (na przykład sztuka konceptualna wykazuje szereg podobieństw do dadaizmu). Po okropnościach wojny artyści porzucali utopijne wizje, skupiali się jeszcze mocniej na badaniu reguł sztuki – tradycyjne dyscypliny artystyczne jak malarstwo czy rzeźba zostawały zatarte, pojawiały się nowe – happening, fluxus, performance, environment. Nasilał się dyktat oryginalności, wynalezienie nowej struktury formalnej dzieła stawało się podstawowym motywem twórczości. Występowała tendencja do nieustannego poszerzania obszaru sztuki – aż do ostatecznej granicy – wszystko może zostać sztuką, i – jak powiadał Beuys – każdy jest artystą.

### Podsumowanie

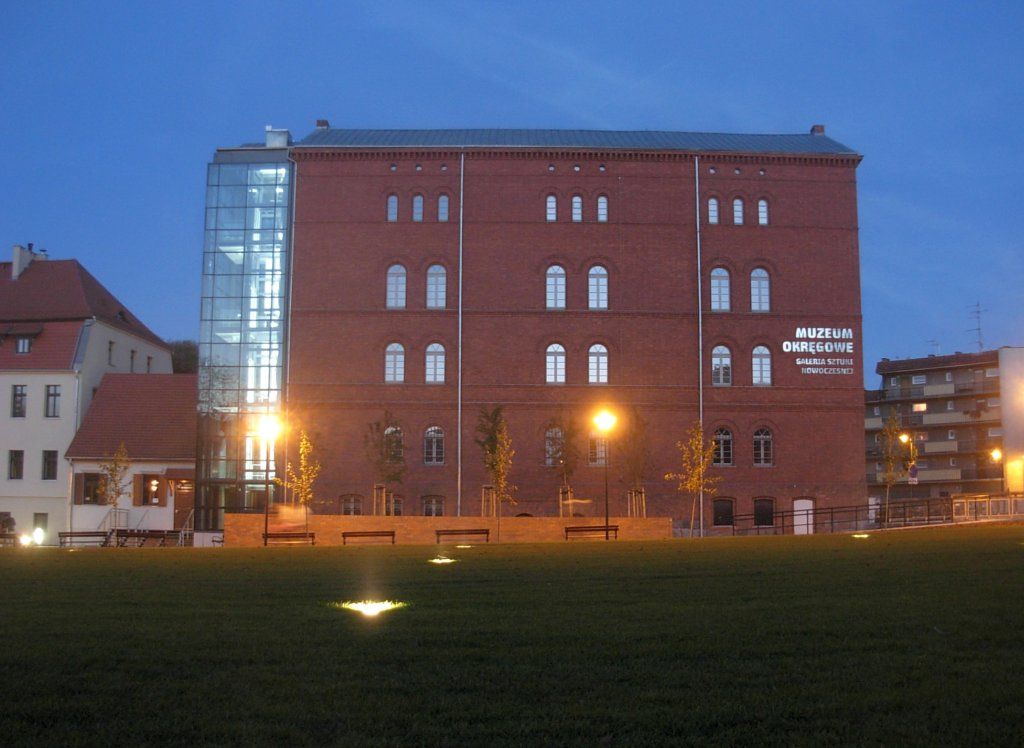
Galeria Sztuki Nowoczesnej w Czerwonym Spichrzu na bydgoskiej Wyspie Młyńskiej

Tak zarysowana koncepcja sztuki nie mogła się rozwijać wiecznie, więc po doprowadzeniu do ostatecznych konsekwencji i wyeksploatowaniu wszystkich możliwości (pod postacią konceptualizmu) musiała ustąpić – co sprowokowało tezy o końcu sztuki – jednak to nie sztuka się skończyła, tylko pewna jej wizja. Nadszedł czas na postmodernizm.

## Literatura
- Sztuka świata, t. 10, Wydawnictwo Arkady, ISBN 83-213-3826-7.
- Art of the 20th Century, wyd. Taschen, ISBN 978-3-8228-4089-4.